# Diodorus Kamala

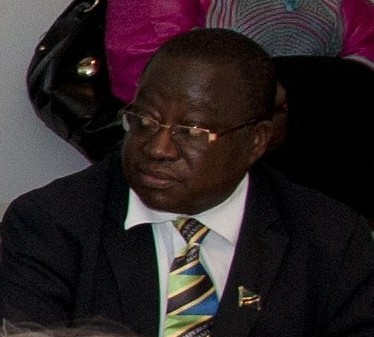
Diodorus Kamala

Diodorus Buberwa Kamala (* 26. November 1968; † 12. Februar 2024 in Daressalam) war ein tansanischer Politiker der Chama Cha Mapinduzi (CCM) und Diplomat, der von 2008 und 2010 Minister für ostafrikanische Zusammenarbeit sowie zwischen 2011 und 2015 Botschafter in Belgien, den Niederlanden, Luxemburg sowie der Europäischen Union war.

## Leben

### Studien und Universitätslektor
Diodorus Buberwa Kamala besuchte von 1978 bis 1981 die Mugana ‚B‘ Primary School sowie zwischen 1982 und 1984 die Rumuli Primary School, die er mit einem Certificate of Primary Education Examination (CPEE) beendete. Danach besuchte er von 1985 bis 1988 die Bukoba Secondary School, die er mit einem Certificate of Secondary Education Examination (CSEE) abschloss. Im Anschluss besuchte er von 1989 bis 1991 die Ihungo Secondary School und erwarb dort ein Advanced Certificate of Secondary Education Examination (ACSEE). 1992 begann er ein Studium für Wirtschaft und Planung am Institute of Development Management IDM Mzumbe, das er 1995 mit einem Advanced Diploma of Economics and Planning beendete. Während des Studiums war er von 1994 bis 1995 Vorsitzender der Studentenunion und war im Anschluss zwischen 1995 und 2000 Lektor für Wirtschaft und ostafrikanische Systeme am IDM Mzumbe.
1996 nahm Kamala ein postgraduales Studium der Fachrichtung Systemorganisation an der University of Lincoln, das er mit einem Master beendete. Ein weiteres postgraduales Studium der Fachrichtung landwirtschaftliche Entwicklung und ländliche Investitionen an der University of Bradford schloss er mit einem Master of Science (MSc).

### Abgeordneter, Vizeminister und Minister
2000 wurde Diodorus Kamala für die Chama Cha Mapinduzi (CCM) erstmals Mitglied der Nationalversammlung, der sogenannten Bunge, und gehört dieser nach seiner Wiederwahl 2005 zunächst bis 2010 als Vertreter des Wahlkreises Nkenge an. Zu Beginn seiner Parlamentszugehörigkeit war er zwischen 2000 und 2002 erst Mitglied des Ausschusses für Wirtschaft und Finanzen (Economics and Finance Committee) sowie von 2003 bis 2005 Mitglied des Ausschusses für die Konten kommunaler Behörden (Local Authorities Accounts Committee). Daneben übernahm er verschiedene Funktionen innerhalb der CCM und war zwischen 2000 und 2002 Nationaler Jugendsekretär der CCM sowie von 2002 bis 2007 sowohl Mitglied des Nationalen Exekutivrates der CCM als auch CCM-Sekretär für Beförderungen und Nachwuchs. Während der darauf folgenden Legislaturperiode war er zwischen 2005 und 2010 Mitglied des Parlamentsausschusses für Auswärtige Angelegenheiten und Verteidigung (Foreign Affairs and Defence Committee).
Nachdem er zwischen 2006 und 2008 Vizeminister für ostafrikanische Zusammenarbeit war, fungierte Kamala von 2008 bis 2010 als Minister für ostafrikanische Zusammenarbeit (Minister of East African Co-operation) im ersten Kabinett von Staatspräsident Jakaya Kikwete.

### Botschafter und Wiederwahl in die Nationalversammlung 2015
2011 wurde Diodorus Kamala Botschafter in Belgien und verblieb auf diesem Posten bis 2015. Zugleich war er zwischen 2011 und 2015 auch als Botschafter in den Niederlanden, in Luxemburg sowie bei der Europäischen Union akkreditiert. 2012 erwarb er einen Doctor of Philosophy (Ph.D.) an der Universität Mzumbe mit einer Dissertation mit dem Titel A Study of the Intra Regional Trade of Tanzania in East African Community. Darin untersuchte er die Situation des interregionalen Handels von Tansania innerhalb der Ostafrikanischen Gemeinschaft EAC (East African Community) vor und nach Gründung der Zollunion der Ostafrikanischen Gemeinschaft EACCU (East African Community Customs Union) am 1. Januar 2005. 2014 fungierte er außerdem als Vorsitzender der Botschafter der Organisation Afrikanischer, Karibischer und Pazifischer Staaten (AKP-Gruppe) in Brüssel.
Nach Beendigung seiner Botschaftertätigkeit und Rückkehr nach Tansania wurde Kamala 2015 wieder zum Mitglied der Nationalversammlung gewählt und vertritt nach seiner Wiederwahl 2020 seither erneut den Wahlkreis Nkenge. Während seiner Parlamentszugehörigkeit war er von 2015 bis 2018 Mitglied des Ausschusses für Industrie, Handel und Umwelt (Industries, Trade and Environment Committee).

## Veröffentlichung
- A Study of the Intra Regional Trade of Tanzania in East African Community, Dissertation (Universität Mzumbe), 2012